# NGC 7682
NGC 7682 é uma galáxia espiral barrada (SBab) localizada na direcção da constelação de Pisces. Possui uma declinação de +03° 32' 02" e uma ascensão recta de 23 horas, 29 minutos e 03,8 segundos.
A galáxia NGC 7682 foi descoberta em 23 de Setembro de 1862 por Heinrich Louis d'Arrest.